# Portulaca papulosa
Portulaca papulosa är en portlakväxtart som beskrevs av Diederich Franz Leonhard von Schlechtendal. Portulaca papulosa ingår i släktet portlaker, och familjen portlakväxter. Inga underarter finns listade i Catalogue of Life.